# سینیایا
سینیایا (به لاتین: Sinyaya) یک رود در روسیه است که در یاقوتستان واقع شده‌است.